# لولبية الأسنان
لولبية المنشار أو هيليكوبريون (الاسم العلمي: Helicoprion)هو جنس منقرض من الأسماك «لولبية الأسنان»، من سمك القرش يتبع فصيلة لولبيات الأسنان.  جميع العينات الأحفورية تقريبًا من مجموعات مرتبة بشكل حلزوني لأسنان الأفراد، تسمى «زهور الأسنان» - لم يتم حفظ الجمجمة الغضروفية والعمود الفقري والعناصر الهيكلية الأخرى في السجل الأحفوري، مما يترك العلماء لتخمين تخمينات عن تشريحها  والسلوك.  عاش الهليكوبتر في محيطات العصر البرمي المبكر أقرب الأسماك إلى لولبيات الأسنان ومنها سمكة لولبية الأسنان هم الخرافيات.

## وصف

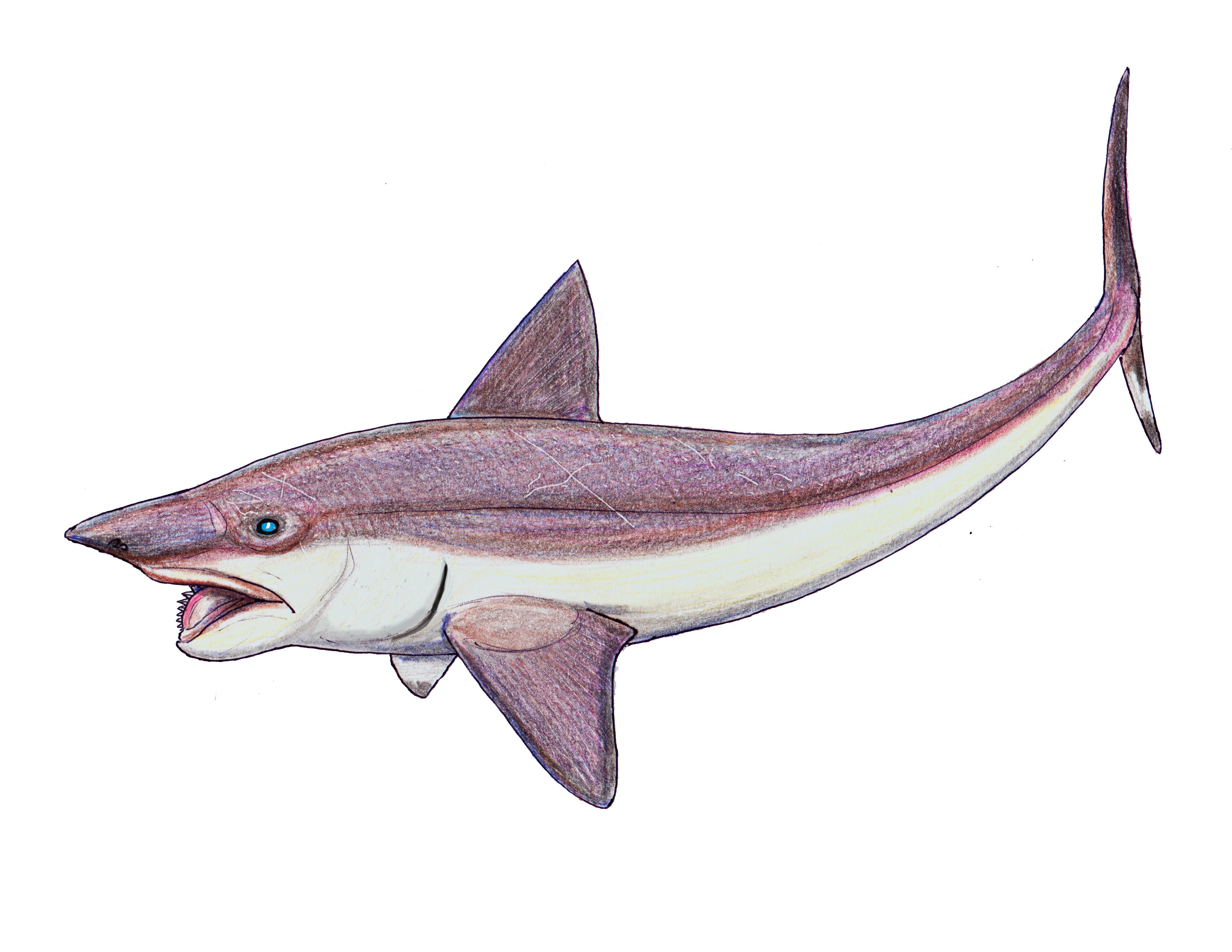
Illustration of H. bessonowi

في عام 2011، تم اكتشاف زوبعة أسنان من إحدى الفصائل الحلزونية في موقع الفسفوريا في ولاية أيداهو.  طول دوامة الأسنان 45 سـم (18 بوصة) في الطول.  تُظهر المقارنات مع عينات أخرى من سمكة لولبية الأسنان أن الحيوان الذي استخدم هذه الزهرة كان يبلغ طوله 10 م (33 قدمًا)، وزهرة أخرى أكبر حجمًا تم اكتشافها في الثمانينات (ولكن لم يتم نشرها حتى عام 2013) والتي أطلق عليها المستكشفون اسم IMNH  تم اكتشاف 49382 أو "Boise" في نفس الموقع.  الزهرة غير مكتملة، لكن في الحياة كان طولها 60 سهما (24 بوصة) وكان ينتمي إلى حيوان ربما يتجاوز طوله 12 م (39 قدمًا)، مما يجعل Helicoprion أكبر يوجينودون معروفًا.

### أسنان اللولبية

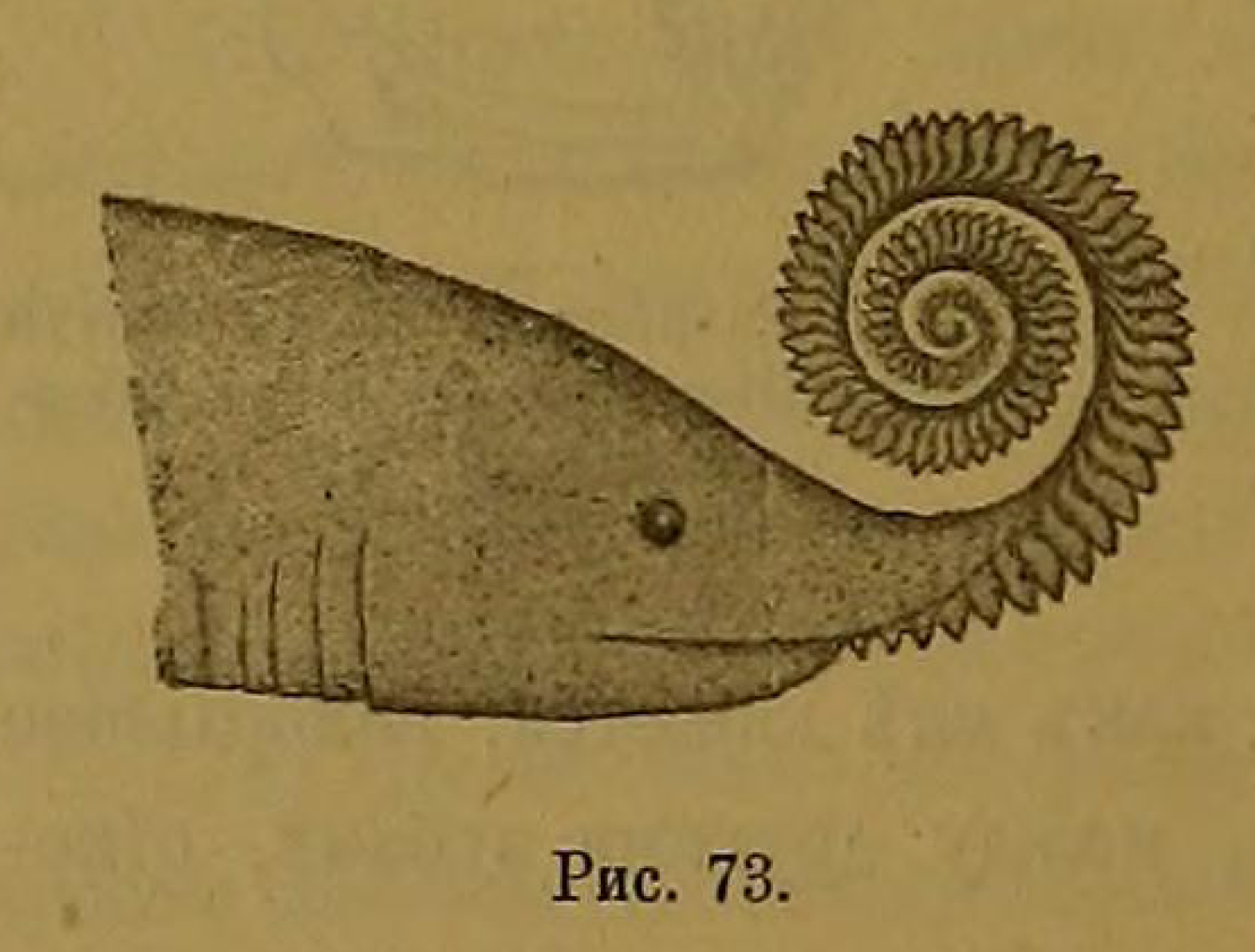
فرضية ألكساندر كاربينسكي لعام 1899 حول وضع دوامة الزهرة على H. bessonowi.

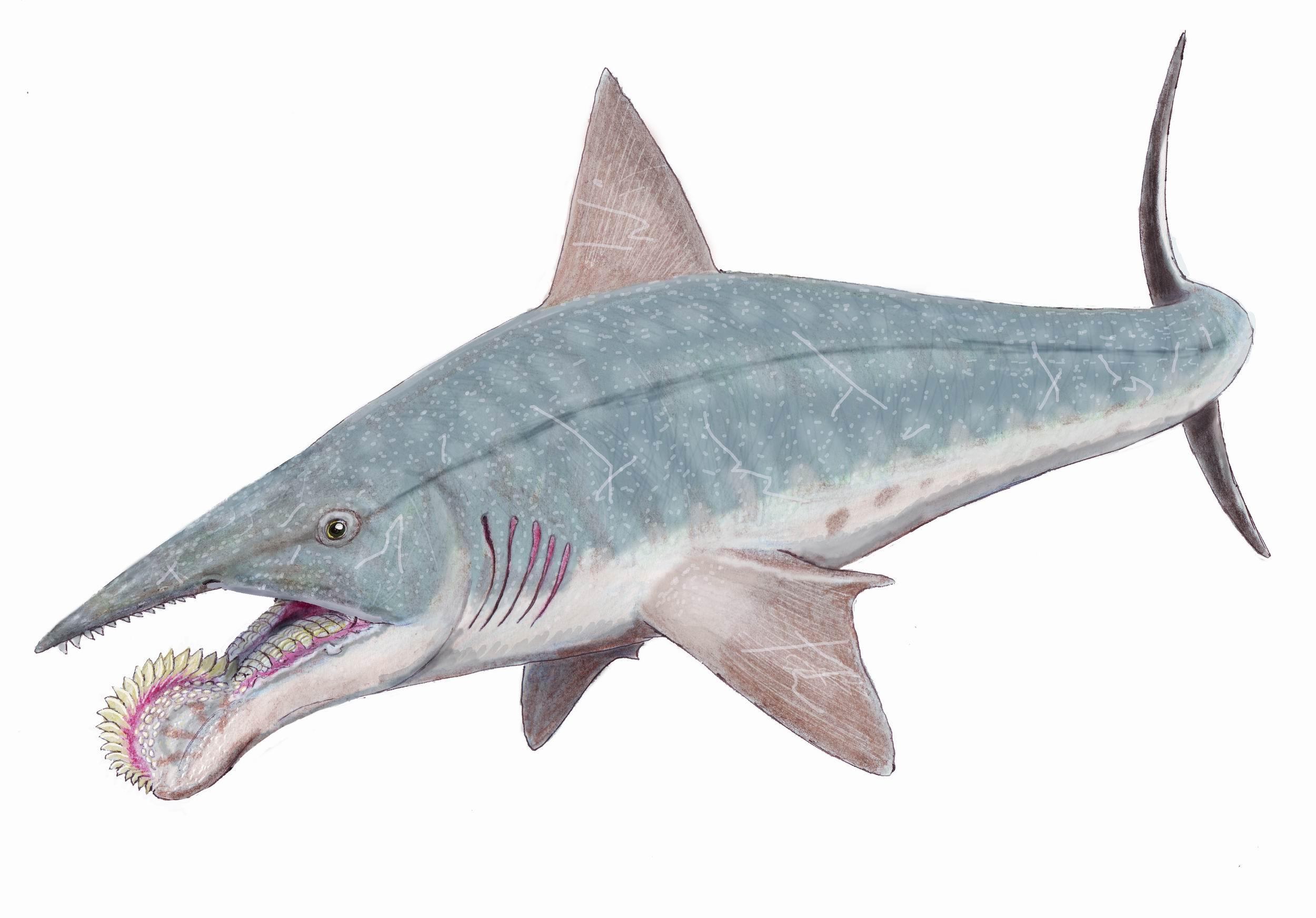
رسم توضيحي قديم لـ H. bessonowi ، يظهر دوامة الأسنان في مقدمة الفك

ه 2013, كانت الحفريات الوحيدة المعروفة لهذا الجنس المسجلة هي أسنانهم، التي رُتِبت في «زُهرة أسنان» تذكر بقوة بالمنشار الدائري.  نظرًا لأن الهياكل العظمية للأسماك الغضروفية مصنعة من الغضاريف، بما في ذلك عظام الهليكوبريون وغيرها من الخطوط الأوجينية، فإن الجسم كله يتحلل بمجرد أن يبدأ في التحلل، ما لم تحافظ عليه الظروف الاستثنائية.  لم يُدرك أن دوامة الأسنان في الفك السفلي إلى أن يتم اكتشاف جمجمة جنس ذي صلة بـ eugeneodont ، Ornithoprion.  تمثل دوامة الأسنان كل الأسنان التي ينتجها هذا الفرد في الفك السفلي؛  مع نمو الفرد، تم نقل السن الأكبر والأصغر حجمًا إلى مركز الزهرة بواسطة ظهور أسنان أكبر وأحدث.  صنعت نماذج من زبد الأسنان الهليبيريون.  في كتاب «الكوكب المحيط: قصة حياة، البحر، والرقص حتى السجل الأحفوري» لعام 1994، يصف المؤلف براد ماتسن والفنان راي ترول مثالاً لهذا النموذج ويصورهما.  اقترحوا عدم وجود أسنان في الفك العلوي للحيوان بالإضافة إلى أسنان التكسير التي يجب أن تقطعها الزجاجة.  يتصور الاثنان أن يكون للحيوان جمجمة طويلة وضيقة للغاية، مما يخلق أنفًا طويلًا يشبه قرش عفريت العصر الحديث.  وفقا لدراساتهم، فإن الحفريات التي تم العثور عليها هي في الأساس حلقة نمو، حيث أن كل مجموعة من الأسنان الجديدة تدفع المجموعة السابقة إلى الزهرة.
على مدى أكثر من قرن من الزمان، ما إذا كانت الزهرة الموجودة في الفك السفلي غير مؤكدة.  إعادة البناء أقدم وضعت الزهرة في الجزء السفلي من الفك السفلي.  إعادة البناء لعام 2008، التي أنشأتها ماري باريش تحت إشراف روبرت بوري، وفيكتور سبرينغر، ومات كارانو لسمثسونيان، تضع الزجاجة في عمق الحلق، على الرغم من أن دراسات أخرى لم تقبل هذا الاستنتاج.  تشير دراسة أجريت عام 2013 بناءً على بيانات جديدة إلى أن دوامة الأسنان في الجزء الخلفي من الفك، حيث احتلت دوامة الأسنان كامل قوس الفك السفلي.

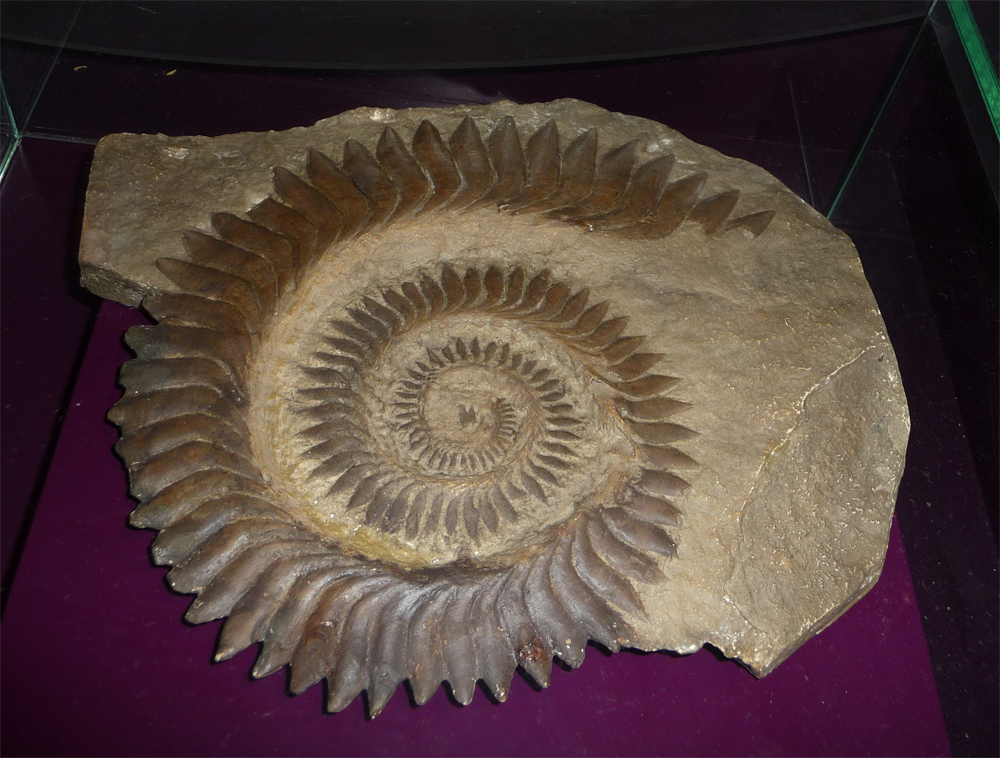
يلقي من دوامة الأسنان

في مقالته عام 1939، يصف المؤلف هاري إ. ويلر حفرية أخرى للهليكوبريون، تعتمد على النوع H. sierrensis ، الذي جمعه جيه. إتش. مينكه، الذي يقيم في جامعة نيفادا، متحف دبليو إم كيك إيرث للعلوم والهندسة المعدنية.  هذه الحفرية هي رقم 1002 وهي معروضة حاليًا في الحالة 62. يتكون الفم من دوامة مفصولة إلى ثلاثة مجلدات وربع ربع.  أكبر قطرها حوالي 170 م (6.7 بوصة).  يوجد لدى whorls فاصل يبلغ حوالي 1 مـم (0.039 بوصة) في الثورة الأولى، ويذهب إلى حوالي 8 مـم (0.31 بوصة) في أكبر زورق معروض.  يحتوي العينة على ما مجموعه حوالي 32 سنًا في الذبابة الأولى، و 36 في الثانية، و 41 في الثانية.  يبلغ طول الأسنان في نهاية الثورة الأولى حوالي 7 م (0.28 بوصة) وطولها حوالي 2.4 بوصة (61 مـم) ويبلغ طولها حوالي 40 م (1.6 بوصة) وطولها 9.5 في نهاية الثلث.  تعارض الأسنان بشكل متماثل.
بالإضافة إلى ذلك، فإن الأسماك المنقرضة الأخرى، مثل Onychodontiformes ، لها زهور أسنان مماثلة في الجزء الأمامي من الفك، مما يوحي بأن هذه الزهرة ليست كبيرة مثل عائق أمام السباحة كما هو مقترح في فرضية Purdy.  في حين لم يتم وصف جماجم كاملة من الهليكوبريون رسمياً، فإن حقيقة أن الأنواع ذات الصلة من شونديريثثيدس كانت طويلة ولطيفة مدببة تشير إلى أن الهليكوبريون فعلت كذلك.